# Ан-170
Ан-170 — неоконченный проект советского патрульного самолёта, разработанный конструкторским бюро Антонова. Ан-171 — разрабатывался для нужд военно-морской авиации и предполагал вооружение.

## Описание
Проекты являли собой линейку дальнейшего развития Ан-70, оснащение предполагалось теми же двигателями Д-27. Известно, что к Ан-70 предъявлены жёсткие требования к взлётно-посадочным характеристикам (длина разбега и пробега, отсутствие покрытия аэродромов), имелся соответствующий запас прочности конструкции и в особенности крыла. Предполагалось снизить требования к ВПХ и заодно за счёт увеличения размаха крыла и удлинения фюзеляжа значительно поднять грузоподъёмность самолёта — этот проект именовался Ан-170. Параллельно рассматривалась возможность вместо груза возить запас авиационного топлива, чтобы получился патрульный самолёт с большой дальностью — этот проект назвали Ан-171. Были также идеи вооружать, вплоть до ПКР «Гранит», то-есть речь шла о создании дальнего базового патрульного самолёта, многоцелевой машины с задачами не только ПЛО, но и дальней разведки, целеуказания и с возможностями нанесения ударов по надводным целям. В предварительных испытательных работах по обоим модификациям самолётов участвовал лётчик-испытатель А. В. Акименков. Оба проекта были остановлены в связи с распадом СССР.
После визита в Индонезию в Министерстве экономического развития и торговли заявили об интересе ВВС этой страны к закупке самолётов Ан-170. Однако этому соглашению не суждено было осуществиться ввиду сложности импортозамещения российских комплектующий из-за вооружённого конфликта на Востоке Украины.

## Технические характеристики
- предполагаемый взлётный вес ≈ 230 тонн.
- предполагаемая полезная нагрузка ≈ 60 тонн.